# تغییر سیاسی سال هفتم کنکیو
تغییر سیاسی سال هفتم کنکیو (به ژاپنی: 建久七年の政変 けんきゅうしちねんのせいへん) به رویدادی گفته می‌شود که در نوامبر ۱۱۹۶، فوجیوارا نو کانه‌زانه (کوجو کانه‌زانه) از مقام کانپاکو برکنار شد و از قدرت سقوط کرد.
فوجیوارا نو کانزانه یک اشراف بانفوذ از اواخر دوره هی‌آن تا اوایل دوره کاماکورا بود. اگرچه او به امپراتور گوشیراکاوا (لقب افتخاری که به هفتاد و هفتمین امپراتور گوشیراکاوا زمانی که پس از کناره‌گیری از تاج و تخت راهب شد) خدمت می‌کرد. موقعیت او نزدیک به میناموتو نو یوریتومو، بنیانگذار شوگون‌سالاری کاماکورا بود. با این حال، پس از مرگ گوشیراکاوا، امپراتور صومعه نشین، او در جنگ قدرت با یکی از اشراف رقیب دربار، میناموتو نو میچیچیکا (از نوادگان مستقیم موراکامی-گنجی) شکست خورد و در ۱۱۹۶ یا سال هفتم کنکیو قدرت خود را از دست داد). این حادثه تغییر سیاسی سال هفتم کنکیو نامیده می‌شود. در نتیجه، رابطه بین شوگون‌سالاری کاماکورا و دربار امپراتوری به‌طور ناگهانی بدتر شد.
کوجو کانه‌زانه از خانواده معتبر فوجیوارا کیتا بود، اما برای مدت طولانی از ترفیع دور ماند.
با این حال، در سال ۱۱۸۶ (بونجی ۲)، او توسط میناموتو نو یوریتومو توصیه شد و منصب «نایب‌السلطنه» (یکی از بالاترین مناصب دربار امپراتوری، کمک به امپراتور جوان) را به عهده گرفت.
از این روز به بعد، کوجو کانزانه فعالیت‌های خود را برای بازسازی دربار امپراتوری که توسط جنگ گنپی خسته شده بود آغاز کرد. ایدئال کوجو کانزانه احیای سیستم ریتسوریو بود (سیستمی که در آن حکومت با محوریت امپراتور بر اساس ریتسو که قانون جزایی بود و ریو که قانون مدنی و قانون اداری بود) انجام می‌شد.
با این حال، این سیستم دقیقاً برعکس «اینسی» (insei: سیستمی که در آن امپراتور بازنشسته حکومت را به جای امپراتور به دست می‌گیرد) بود که تحت آن امپراتور بازنشسته، گوشیراکاوا، حکومت استبدادی را اعمال می‌کرد. به عبارت دیگر، کوجو کانزانه که در موقعیت ضد گوشیراکاوا قرار داشت، از همان ابتدا همان علایق میناموتو نو یوریتومو را داشت.
هنگامی که میناموتو نو یوریتومو برای اولین بار در سال ۱۱۹۰ به کیوتو رفت، با کوجو کانزانه ملاقات کرد و گفتگوی بسیار خوبی داشت.
هنگامی که در مارس ۱۱۹۲ امپراتور، گوشیراکاوا درگذشت، کوجو کانزانه به عنوان کانپاکو (یکی از بالاترین مناصب در دربار امپراتوری، کمک به امپراتور بزرگسال) منصوب شد. او سپس اصلاحات پرسنلی در دربار امپراتوری را آغاز کرد. اولین قدم این بود که به میناموتو نو یوریتومو لقب «سی ای تای شوگون» اعطا شود، که او بیش از همه آرزو داشت.

## رقابت برای به ازدواج درآوردن دختر با امپراتور
درست زمانی که فکر کرد می‌تواند سیاست ایدئال خود را آغاز کند، رقیب قدرتمندی برای کوجو کانزانه ظاهر می‌شود. آن شخص از اشراف دربار، میناموتو نو میچیچیکا بود. میناموتو میچیچیکا به تانگو نو تسوبونه، همسر امپراتور بازنشسته گوشیراکاوا نزدیک شد و دخترخوانده اش میناموتو نو آریکو را به عنوان همسر هشتاد و دومین امپراتور گوتوبا پیشنهاد کرد. سرانجام او دخترخوانده اش میناموتو نو آریکو را به ازدواج هشتاد و دومین امپراتور امپراتور گوتوبا درآورد، با این فکر که او قیم امپراتور می‌شود و قدرت را به دست می‌آورد. (سرانجام میناموتو نو آریکو یک فرزند پسر به دنیا آورد و مادر امپراتور بعدی امپراتور تسوچی‌میکادو شد.)
از طرف دیگر کوجو کانزانه نیز دخترش کوجو نینشی را به امپراتور گو-توبا نیز پیشنهاد داده بود. (پس از ازدواج دخترش با امپراتور، او تنها یک فرزند دختر به نام شاهدخت شوشی (۱۱۹۵–۱۲۱۱) به دنیا آورد.)
یکی دیگر از افرادی که به پایگاه تانگو نو تسوبونه نزدیک شد، میناموتو نو یوریتومو بود. میناموتو نو یوریتومو در تلاش بود تا دخترش اوهیمه را با ازدواج به دربار امپراتوری بپیوندد تا او را ملکه و همسر امپراتور گو-توبا کند. (مرگ اوهیمه زودهنگام بود و در سال ۱۰۹۷ میلادی در سن ۲۰ سالگی درگذشت)
بنابراین کوجو کانزانه و میناموتو نو یوریتومو رقیب یکدیگر شدند و رابطه دوستی بین میناموتو نو یوریتومو و کوجو کانزانه به سرعت کاهش یافت. وقتی میناموتو نو یوریتومو دوباره در سال ۱۱۹۵ به کیوتو رفت (سال ششم کنکیو)، در دفتر خاطرات کوجو کانزانه گیوکویو آمده است: «این بار فقط با هم گپ زدیم و مشخص نبود چرا سوغاتی‌های کمی با خود آورده بود.» به نظر در این زمان، قلب میناموتو نو یوریتومو دیگر با کوجو کانزانه نبود. گواه قطعی این امر بازگرداندن موقعیت «سی ای تای شوگون» بود. قبل و بعد از ورود به کیوتو، میناموتو نو یوریتومو عنوان رسمی خود سی تایشوگون را به دربار امپراتوری بازگرداند. گمان می‌رود که او عمداً این موضع رسمی را که کوجو کانزانه برای توصیه آن سخت کار کرده بود رد کرد و از آن به عنوان سوغاتی برای نزدیک شدن به تانگو نو تسوبونه و میناموتو نو میچیچیکا استفاده کرد. با از دست دادن حمایت میناموتو نو یوریتومو، اقتدار کوجو کانزانه کاهش یافت. سپس، در سال ۱۱۹۶ (سال هفتم کنکیو)، کوجو کانزانه از سمت رسمی کانپاکو توسط میناموتو نو میچیچیکا محروم شد. این تغییر سیاسی سال هفتم کنکیو بود.
پس از آن، کانزانه کوجو هرگز به دنیای سیاست بازنگشت. با این حال، دفتر خاطراتی که کوجو کانزانه به مدت ۳۶ سال از سال ۱۱۶۴ (سال دوم چوکان) تا سال ۱۲۰۰ (سال دوم شوجی) نوشت به نام گیوکویو شهرت دارد و یک ماده تاریخی بسیار مهم برای تحقیق در دورانی است که سامورایی‌ها به شهرت و قدرت رسیدند.